# Campionati Internazionali a Squadre 1998
I Campionati Internazionali a Squadre 1998 sono stati la seconda edizione dei Campionati Internazionali a Squadre, evento ginnico tenutosi annualmente negli Stati Uniti. Si sono svolti alla Thompson-Boling Arena di Knoxville (Tennessee) il 27 e 28 marzo 1998.

## Programma
Tutti gli orari sono in UTC-5.
| Giorno   | Ora   | Gara                             |
| -------- | ----- | -------------------------------- |
| 27 marzo | 14.00 | Finale a squadre (uomini junior) |
| 27 marzo | 19.30 | Finale a squadre (uomini senior) |
| 28 marzo | 14.00 | Finale a squadre (donne junior)  |
| 28 marzo | 19.30 | Finale a squadre (donne senior)  |

## Partecipanti
Ai secondi Campionati Internazionali a Squadre hanno preso parte 69 atleti, 34 donne e 35 uomini, provenienti da 3 paesi.
| - Cina (23) - Romania (22) - Stati Uniti (24) |

## Podi

### Maschile senior
| Evento                | Oro                                                                                              | Punteggio | Argento                                              | Punteggio | Bronzo                                                                               | Punteggio |
| Concorso individuale  | Blaine Wilson                                                                                    | 57,650    | Zhao Sheng                                           | 55,800    | Yewki Tomita                                                                         | 54,900    |
| Corpo libero          | Blaine Wilson                                                                                    | 9,500     | Zhao Sheng                                           | 9,450     | Zheng Lihui                                                                          | 9,300     |
| Cavallo con maniglie  | Blaine Wilson Yewki Tomita                                                                       | 9,700     | /                                                    | /         | John Roethlisberger Dorin Petcu                                                      | 9,500     |
| Anelli                | Blaine Wilson                                                                                    | 9,850     | Dong Zheng                                           | 9,700     | Lu Jia                                                                               | 9,650     |
| Volteggio             | Ioan Suciu                                                                                       | 9,750     | Dorin Petcu                                          | 9,700     | Cristian Leric Sean Townsend                                                         | 9,550     |
| Parallele simmetriche | Blaine Wilson                                                                                    | 9,650     | Zhao Sheng                                           | 9,600     | Zheng Lihui Florin Popa                                                              | 9,500     |
| Sbarra                | Blaine Wilson                                                                                    | 9,700     | Yewki Tomita                                         | 9,300     | Sean Townsend                                                                        | 9,200     |
| Concorso a squadre    | Stati Uniti Blaine Wilson Sean Townsend John Roethlisberger Yewki Tomita Jay Thornton Garry Denk | 221,200   | Cina Zhao Sheng Zheng Lihui Lü Bin Lu Jia Dong Zheng | 218,750   | Romania Vasile Cioana Ioan Suciu Dorin Petcu Florin Popa Rares Orzata Cristian Leric | 215,500   |

### Femminile senior
| Evento                 | Oro                                                                                                  | Punteggio | Argento                                                                              | Punteggio | Bronzo                                                      | Punteggio |
| Concorso individuale   | Kristen Maloney                                                                                      | 38,912    | Ling Jie                                                                             | 38,000    | Maria Olaru                                                 | 37,887    |
| Volteggio              | Maria Olaru                                                                                          | 9,712     | Sang Lan                                                                             | 9,650     | Kristen Maloney                                             | 9,637     |
| Parallele asimmetriche | Ling Jie                                                                                             | 9,825     | Kristy Powell                                                                        | 9.775     | Chen Mi                                                     | 9,750     |
| Trave                  | Kristen Maloney                                                                                      | 9,800     | Vanessa Atler Claudia Presăcan                                                       | 9,550     | /                                                           | /         |
| Corpo libero           | Kristen Maloney                                                                                      | 9,800     | Corina Ungureanu                                                                     | 9,700     | Maria Olaru                                                 | 9,600     |
| Concorso a squadre     | Stati Uniti Vanessa Atler Jamie Dantzscher Kristen Maloney Kristy Powell Kendall Beck Sierra Sapunar | 152,224   | Romania Maria Olaru Corina Ungureanu Claudia Presăcan Nicoleta Onel Andreea Isarescu | 150,899   | Cina Ling Jie Chen Mi Sang Lan Ji Liya Xia Hong Rao Meizhen | 150,662   |

### Maschile junior
| Evento                | Oro                                                                                         | Punteggio | Argento                                                                  | Punteggio | Bronzo                                                                                                  | Punteggio |
| Concorso individuale  | Xing Aowei                                                                                  | 53,850    | Brett McClure                                                            | 53,550    | Yang Jinjing                                                                                            | 52,250    |
| Corpo libero          | Xing Aowei                                                                                  | 9,050     | Micheal Evans                                                            | 8,850     | Yang Jinjing                                                                                            | 8,800     |
| Cavallo con maniglie  | Xing Aowei                                                                                  | 9,750     | Brett McClure                                                            | 9,200     | Florin Zimcencu                                                                                         | 9,150     |
| Anelli                | Marian Drăgulescu                                                                           | 9,200     | Bogdan Boldojar Arpad Takacs                                             | 9,150     | / | /         |
| Volteggio             | Marian Drăgulescu                                                                           | 9,650     | Constantin Covaci                                                        | 9,300     | Micheal Evans                                                                                           | 9,200     |
| Parallele simmetriche | Xing Aowei                                                                                  | 9,150     | Brett McClure Raj Bhavsar                                                | 9,000     | / | /         |
| Sbarra                | Xing Aowei                                                                                  | 9,200     | Brett McClure                                                            | 9,150     | Yang Jinjing Kris Zimmerman Micheal Evans                                                               | 8,700     |
| Concorso a squadre    | Stati Uniti Brett McClure Kris Zimmerman Micheal Evans Paul Hamm Raj Bhavsar Matthew Abboud | 210,550   | Cina Li Yufeng Xing Aowei Yang Jinjing Liu Jinyu You Yanan Zhang Shangwu | 208,800   | Romania Constantin Covaci Marian Drăgulescu Arpad Takacs Levente Fekete Florin Zimcencu Bogdan Boldojar | 202,850   |

### Femminile junior
| Evento                 | Oro                                                               | Punteggio | Argento                                                                                      | Punteggio | Bronzo                                                                               | Punteggio |
| Concorso individuale   | Ashley Postell                                                    | 37,325    | Andreea Răducan                                                                              | 36,737    | Peng Sha Xu Jing                                                                     | 36,462    |
| Volteggio              | Ashley Postell                                                    | 9,175     | Fan Wen                                                                                      | 9,162     | Xu Jing                                                                              | 9,112     |
| Parallele asimmetriche | Wei Jingjing                                                      | 9,700     | Morgan White                                                                                 | 9,650     | Xin Yingying                                                                         | 9,550     |
| Trave                  | Andreea Răducan                                                   | 9,500     | Peng Sha Kristal Uzelac                                                                      | 9,425     | /                                                                                    | /         |
| Corpo libero           | Andreea Răducan                                                   | 9,450     | Ashley Postell Fan Wen                                                                       | 9,400     | /                                                                                    | /         |
| Concorso a squadre     | Cina Peng Sha Fan Wen Wei Jingjing Xin Yingying Xu Jing Liang Yan | 147,436   | Stati Uniti Ashley Postell Katie Hardman Morgan White Kristal Uzelac Monique Chang Janae Cox | 146,112   | Romania Andreea Răducan Emanuela Ungurean Daniela Trandafir Elena Oprea Olimpia Popa | 144,312   |